# Saison 5 de New York, unité spéciale
Chronologie
Saison 4 Saison 6
Cet article présente la cinquième saison de New York, unité spéciale, ou La Loi et l'Ordre : Crimes sexuels au Québec, (Law and Order: Special Victims Unit), qui est une série télévisée américaine.

## Distribution

### Acteurs principaux
- Christopher Meloni (VF : Jérôme Rebbot) : détective Elliot Stabler
- Mariska Hargitay (VF : Dominique Dumont) : détective Olivia Benson
- Richard Belzer (VF : Julien Thomast) : détective John Munch
- Stephanie March (VF : Dominique Vallée) : substitut du procureur Alexandra Cabot (épisodes 1 à 4)
- Diane Neal (VF : Laëtitia Lefebvre) : substitut du procureur Casey Novak (épisodes 5 à 25)
- Ice-T (VF : Jean-Paul Pitolin) : détective Odafin Tutuola
- B. D. Wong (VF : Xavier Fagnon) : Dr George Huang
- Dann Florek (VF : Serge Feuillard) : capitaine Don Cragen

### Acteurs récurrents

#### Membres de l'Unité spéciale
- Tamara Tunie : médecin-légiste Melinda Warner (épisodes 4, 5, 10, 11, 12, 13, 14, 15, 18, 19, 20, 21, 22, 23 et 24)

#### Avocats de la défense
- John Cullum : avocat de la défense Barry Moredock (épisodes 2 et 22)
- Pilar Witherspoon : avocate de la défense Julia Hynton (épisodes 2 et 18)
- Jill Marie Lawrence : avocate de la défense Cleo Conrad (épisodes 3, 19 et 25)
- David Thornton : avocat de la défense Lionel Granger (épisodes 4, 9 et 17)
- Peter Hermann : avocat de la défense Trevor Langan (épisodes 5, 14, 19 et 22)
- Beverly d'Angelo : avocate de la défense Rebecca Balthus (épisodes 6, 7 et 10)
- Callie Thorne : avocate de la défense Nikki Staines (épisodes 7 et 23)
- Mariette Hartley : avocate de la défense Lorna Scarry (épisode 7)
- Michael Boatman : avocat de la défense Dave Seaver (épisodes 8, 15 et 21)
- Ned Eisenberg : avocat de la défense Roger Kressler (épisodes 12 et 17)
- Craig Wroe : avocat de la défense James Woodrow (épisodes 12 et 24)
- Barry Bostwick : avocat de la défense Oliver Gates (épisodes 13 et 24)
- Marlo Thomas : avocate de la défense Mary Clark (épisodes 16, 19, 20 et 24)
- Lauren Vélez : avocate de la défense Shamal (épisode 16)
- Blair Brown : avocate de la défense Lynn Riff (épisode 17)
- CCH Pounder : avocate de la défense Carolyn Maddox (épisode 18)
- Peter Riegert : avocat de la défense Chauncey Zeirko (épisodes 19 et 20)
- Daniel Pearce : avocat de la défense Egan (épisode 23)

#### Juges
- Joanna Merlin : juge Lena Petrovsky (épisodes 4, 9, 17, 21 et 23)
- Audrie J. Neenan : juge Lois Preston (épisodes 5, 10, 12, 16, 18 et 24)
- Sheila Tousey : juge Danielle Larsen (épisodes 6 et 22)
- Tom O'Rourke : juge Mark Seligman (épisodes 7, 13 et 23)
- David Lipman : juge Arthur Cohen (épisodes 8 et 12)
- Peter McRobbie : juge Walter Bradley (épisodes 8, 22, 23 et 24)
- Harvey Atkin : juge Alan Ridenour (épisodes 16 et 23)
- Philip Bosco : juge Joseph P. Terhune (épisodes 19 et 23)
- William Whitehead : juge Philip Wyler (épisodes 23 et 24)

#### Bureau des Affaires Internes
- Robert John Burke : le capitaine Ed Tucker (épisode 25)

#### Procureur
- Fred Dalton Thompson : procureur Arthur Branch (épisodes 2, 4, 5, 8 et 10)

#### NYPD

##### Police scientifique
- Caren Browning : technicienne C.S.U. Judith Siper (épisodes 1, 2, 8, 9, 10, 12, 13, 17, 20, 21, 22 et 23)
- Joel de la Fuente : technicien T.A.R.U. Ruben Morales (épisodes 1, 15, 22 et 25)
- Daniel Sunjata : technicien C.S.U. Burt Trevor (épisodes 1, 6, 8 et 15)
- Mike Doyle : technicien C.S.U. Ryan O'Halloran (épisodes 7, 9, 14, 18, 20, 21 et 23)
- Triney Sandoval : technicien T.A.R.U. Echevarria (épisodes 12 et 21)
- José Zúñiga : technicien T.A.R.U. Miguel Cruz (épisodes 17 et 18)

#### Entourage de l'Unité spéciale

##### La Famille Stabler
- Isabel Gillies : Kathy Stabler (épisode 16)
- Jeffrey Scaperrotta : Dickie Stabler (épisode 16)

## Production
La cinquième saison de la série comporte 25 épisodes et est diffusée du 23 septembre 2003 au 18 mai 2004 sur NBC.
En France, la série est diffusée du 3 avril 2004 au 5 mars 2005.
Cette saison marque le départ de la substitut du procureur Alexandra Cabot qui était interprétée par Stéphanie March; et l'arrivée de Casey Novak, interprétée par Diane Neal, lors du cinquième épisode.
L'épisode 25 de la saison, enregistre une audience de 18,35 millions de téléspectateurs, ce qui constitue le record historique d'audience de la série.
Le neuvième épisode de la saison, marque le 100e épisode de la série.

## Liste des épisodes

### Épisode 1:Un héritier encombrant
- États-Unis : 23 septembre 2003 sur NBC
- France : 10 avril 2004 sur TF1

- États-Unis : 13,23 millions de téléspectateurs[1] (première diffusion)

- Sharron Bower : Reporter #1
- Lynn Cohen : l'enseignante d'art
- David Conley : capitaine Mike O'Brien
- John Di Benedetto : Tony
- Tony Freeman : Dr. Crespo
- Adrianne Frost : Marva Taylor
- Karen Goberman : Annika Bergeron
- Shirley Knight : Rose Granville
- John Knox : Warden Fergus
- Kellie Martin : Melinda Granville
- Lou Martini, Jr. : Moe
- Gabriel Olds : Daniel Lester
- Tonye Patano : Sally
- Dennis Pressey : K-9 officier Dumont
- Marisa Ryan : Laura Bergeron
- Clarke Thorell : Sam Marlett

### Épisode 2:Dessine-moi un meurtre
- États-Unis : 30 septembre 2003 sur NBC
- France : 3 avril 2004 sur TF1

- États-Unis : 11,50 millions de téléspectateurs[1] (première diffusion)

- Nancy Bell : Dr. Petrus
- Daniel Bentley : Derek Fowler
- Rory Culkin : Joe Blaine
- Bill Cwikowski : George Waddell
- Patrick Dizney : Dean Reynolds
- Amy Hargreaves : Jane Wellesley
- Erik LaRay Harvey : Randy Fowler
- Daniel Jenkins : Dr. Carl Medwin
- William C. Mitchell : juge J. Connolly
- José Ramón Rosario : Hector Recincto
- Stephen Schnetzer : Dr. Engels
- Sharon Wilkins : Janice Tashjian
- Mare Winningham : Sandra Blaine

### Épisode 3:Dangereuse thérapie
- États-Unis : 7 octobre 2003 sur NBC
- France : 3 avril 2004 sur TF1

- États-Unis : 16,24 millions de téléspectateurs[3] (première diffusion)

- Jon Abrahams : Robert Logan
- Neville Archamblault : Bruce Horton
- James Biberi : agent Prince
- Patrick Husted : Docteur Sheldon
- Lord Jamar : Javier
- Emily Loesser : Amy Carr
- James Lurie : Kenneth Heints
- P.J. Marshall : Bennie Edgar Raisey
- Marisol Nichols : substitut du procureur Bettina Amador
- Sherri Parker Lee : Christina Logan
- Jimmy Palumbo : Mr. Ralsey
- Michael Pemberton : Jay Pamowski
- Naomi Peters : Ken Price
- Joel Rooks : Juge Rothman
- John Scherer : Reed Lynch
- Barbara Sims : Docteur Natalie Baca
- Bill Thompson(VI) : Dominick
- Susanna Thompson : Docteur Greta Heints
- Daniel Zaitchik : Jordan

### Épisode 4:L'Affaire Cabot
- États-Unis : 14 octobre 2003 sur NBC
- France : 17 avril 2004 sur TF1

- États-Unis : 12,65 millions de téléspectateurs[1] (première diffusion)

- Tibor Feldman : George Reilly
- Mateo Gómez : Père Castrillon
- Josh Hopkins : agent Tim Donovan
- Mitch Pileggi : agent de la D.E.A. Jack Hammond
- Lola Powers : Mrs. Crenshaw
- Jacinto Taras Riddick : Rafael Zapata Gaviria
- Andre Royo : Felix Santos
- Felix Solis : Narc
- Charlayne Woodard : sœur Peg

Alors que le cadavre d'une toxico est retrouvé dans les ordures, les enquêteurs découvrent que c'était un agent de la DEA sous couverture, l'équipe doit alors marcher sur des œufs pour ne pas entraver l'enquête de la DEA. Alex, qui veux impérativement mettre un gros dealeur sous les verrous va se retrouver en danger avec un contrat sur sa tête.

### Épisode 5:Sang pour sang
- États-Unis : 21 octobre 2003 sur NBC
- France : 17 avril 2004 sur TF1

- États-Unis : 11,80 millions de téléspectateurs[1] (première diffusion)

- Marylouise Burke : Marcy Cochran
- Olivia Crocicchia : Courtney Jones
- Martin Donovan : Docteur Archibald Newlands
- Barbara Garrick : Kelly Wolcott
- Anne George : Josephine
- Pauline Gerzon : Alicia Hahn
- Jack Gilpin : Ron Wolcott
- Carolyn Kozlowski : Madame Newlands
- Karen Mason : Miss Giddens
- Bonnie Rose : Carol Lucero
- Nick James Sullivan : Docteur Dean Kern
- Jolie Peters : Molly Stratton
- Alexander Tufel : Peter Nestler
- Rebecca Wisocky : Marcy Cochran
- Dan Ziskie : Docteur Curtis

### Épisode 6:Démence programmée
- États-Unis : 28 octobre 2003 sur NBC
- France : 8 mai 2004 sur TF1

- États-Unis : 12,10 millions de téléspectateurs[1] (première diffusion)

- Dylan Bluestone : Adam Forbes
- Michael Danek : Steve Manning
- Emilio del Pozo : sergent Claros
- Michael C. Fuchs : Eric Manning
- Kate Hodge : Carolyn Forbes
- Christina Kirk : Julia Walker
- Spencer List : Tate Walker
- Adrian Martinez : Emilio Vasquez
- James McCaffrey : Peter Forbes
- Marcus Neville : avocat de la défense Ira Rosenman
- Leland Orser : Kevin James Walker
- Joselin Reyes : ambulancier Martinez
- Joseph Siravo : Randall Haber
- Nicholas Wyman : avocat de la défense Michael Kelly

### Épisode 7:Entre deux vins
- États-Unis : 4 novembre 2003 sur NBC
- France : 15 janvier 2005 sur TF1

- États-Unis : 13,20 millions de téléspectateurs[1] (première diffusion)

- Rick Aiello : Craig Fulton
- Chris Bachand : Joshua Fulton
- Josie Bissett : Jennifer Fulton
- Fred Burrell : Juge Howie Rebard
- Victoria Clark : Margaret Melia
- Tod Engle : Tom Longleat
- Elain R. Graham : Juge Sara Henning
- Shirley Jones : avocate Felicity Bradshaw
- Philip LaSalle : officier Breggin
- Kathrine Roberts : Lily Longleat
- Lenka Peterson : Melanie Dunne
- Victor Rasuk : Leon Ardilles

### Épisode 8:Histoire d'hommes
- États-Unis : 11 novembre 2003 sur NBC
- France : 1er mai 2004 sur TF1

- États-Unis : 12,99 millions de téléspectateurs[1] (première diffusion)

- Tim Bohn : Docteur Phil Sona
- Andrea Cirie : Kelly Singer
- Elizabeth Flax : infirmière Carey Hutchins
- Alison Fraser : Docteur Elizabeth Cahill
- Kathleen Lancaster : Sandy Klein
- James Otis : Révérend Mitchell Shaw
- Alice Schaerer : Laura Klein
- George Segal : Docteur Roger Tate
- Don Stephenson : Derek Singer
- Jonathan Tucker : Ian Tate
- Cecilia Vanti : la réceptionniste de Tate
- Jeffrey Ware : Professeur Waldman
- Craig Zucchero : Tony
- Daphne Zuniga : avocate de la défense Emma Dishell
- James T. Williams : officier Marvin Bryson

### Épisode 9:Bijoux volés
- États-Unis : 18 novembre 2003 sur NBC
- France : 1er mai 2004 sur TF1

- États-Unis : 13,94 millions de téléspectateurs[1] (première diffusion)

- Ben Bailey : sergent Ambrose
- Jacqueline Bisset : Juliet Barclay
- Leonid Citer : Docteur Amos Dudayev
- Pierre Epstein : Rabbin Goldberger
- Ken Forman : Larry Delay
- Bryant Fraser : le réceptionniste
- Mickey Hargitay : le grand-père
- Eddie Korbich : Nick Petracho
- Samantha Mathis : Hilary Barclay
- Joseph McKenna : Samuel
- McKenzie Milone : Maria
- Austin Pendleton : Horace Gorman
- Linda Powell : Lauren White
- Abigail Savage : Dot
- Kellee Stewart : Neva
- James T. Williams : officier Marvin Bryson

### Épisode 10:Un geste de trop
- États-Unis : 25 novembre 2003 sur NBC
- France : 1er mai 2004 sur TF1

- États-Unis : 13,14 millions de téléspectateurs[1] (première diffusion)

- Cynthia Darlow : Frances Glegg
- Cynthia Ettinger : Evelyn Prichard
- Marty Grabstein : Ronny Ickles
- Donnetta Lavinia Grays : Officier Ramirez
- Nicole Leach : Sarah Rendell
- Olga Merediz : Veronica Nash
- Kobie Powell : la greffière
- Shaun Powell : Ian Felson
- George R. Sheffey : Dennis Papillon
- Richard Shoberg : Drew Farmer
- Julie White : Docteur Anne Morella

### Épisode 11:Le Fugitif
- États-Unis : 2 décembre 2003 sur NBC
- France : 8 mai 2004 sur TF1

- États-Unis : 13,65 millions de téléspectateurs[1] (première diffusion)

- Nancy Allen : Carin Healy
- David Anzuelo : Pat Carson
- Craig Bierko : Marshall-adjoint Andy Eckerson
- Elizabeth Bunch : Megan
- Lou Cantres : Albert Martinez
- Fionnula Flanagan : Sheila Baxter
- Lev Gorn : McKenzie
- Kevin Hagan : Marshal Depweg
- Stephen Lang : Michael Baxter
- Ray Luetters : Docteur Sylvan
- Chris McGarry : Palmer
- Michael McCormick : Isaac Sage
- Drucie McDaniel : Maxine
- Jack Noseworthy : Jeremy
- Tara Sarntinoranont : Bret Kim
- Andrew Steinmetz : Danny Healy/Baxter
- Milo Ventimiglia : Lee Healy
- Daniel Whitner : Wayden Baylin
- Michael K. Williams : Dion Duane "Double-D" Gambl

### Épisode 12:Dangereuse initiation
- États-Unis : 6 janvier 2004 sur NBC
- France : 29 mai 2004 sur TF1

- États-Unis : 15,40 millions de téléspectateurs[3] (première diffusion)

- Gary Cole : Xander Henry
- Tom Deckman : Pledge Patsy
- Kevin Del Aguilla : Desmond
- Noah Fleiss : Nathan Angeli
- Elden Henson : Will Caray
- Pell James : Alicia Morley
- Clayton LeBouef : Vernon Spiers
- Lynne McCollough : Marti
- Michael McDerman : Tyler Henry
- Toby Moore : Rob Sweeney
- Kristen Schaal : Abby
- Jefferson Slinkard : Moose
- Serena Williams : Chloe Spiers

### Épisode 13:À feu et à sang
- États-Unis : 13 janvier 2004 sur NBC
- France : 5 mars 2005 sur TF1

- États-Unis : 14,00 millions de téléspectateurs [1] (première diffusion)

- Joshua Annex : James Assad
- Ian Bedford : Officier Bamford
- Anjali Bhimani : Madame Chadoury
- Annie Chadwick : Eleanor Webster
- Amelia Champion : Amanda
- Linda Emond : docteur Emily Sopher
- Donnie Keshawarz : Joshua Feldman
- Peter Marx : David Schwartz
- Sean Anthony Moran : Ahmet Elbisi
- Marjan Neshat : Zara
- Carl Palmer : Donaghue
- James Rana : Al-Shani Elbisi
- Reynaldo Rosales : Sean Webster
- Matt Salinger : Seth Webster
- Lorraine Serabain : Jazlyn Elbisi
- David Shumbris : Kyle
- Jeff Skowron : Jason Mullavy
- Sean Moran : Ahmet Elbisi
- Wass Stevens : Officier Willis

### Épisode 14:Le Sacrifice du parc
- États-Unis : 3 février 2004 sur NBC
- France : 15 mai 2004 sur TF1

- États-Unis : 13,81 millions de téléspectateurs [1] (première diffusion)

- Erika Alexander : Kema Mabuda
- Trini Alvarado : Maggie Shaye
- Abraham Alvarez : Roberto Martinez
- George Bass : Ramon
- Susan Blommaert : juge Rebecca Steinman
- Bill Cohen : Bruce Regelow
- Michael Emerson : Allan Shaye
- Kayte Grace : Kayte
- Cole Hawkins : Kwasi
- Barry Shabaka Henley : Asante Odufemi
- Diane Kagan : Marion Laymon
- Wayne Kasserman : Hal
- Jane Nichols : Mrs. Martinson
- Malika Samuel : Na'imah Haruna
- Sullivan Walker : Martin Bosa
- Guy Whitlock : Jimmy
- Susan Willis : Rose Kern

### Épisode 15:La Voix du sang
- États-Unis : 10 février 2004 sur NBC
- France : 29 mai 2004 sur TF1

- États-Unis : 12,89 millions de téléspectateurs [1] (première diffusion)

- Spencer Treat Clark : Brian Coyle
- Patrick Flueger : Aidan Connor
- Jenna Gavigan : Shannon Coyle
- Tom Mason : Jason Connor
- Michael Mulheren (en) : Juge Harrison Taylor
- Geoffrey Nauffts : Steve Abruzzo
- Stefanie Nava : Lisa Faber
- Dennis Pressey : K-9 officier Dumont
- Joan Rosenfels : la voisine
- Jane Seymour : Debra Connor
- Helen Slater : Susan Coyle

### Épisode 16:Coupés du monde
- États-Unis : 17 février 2004 sur NBC
- France : 22 mai 2004 sur TF1

- États-Unis : 14,37 millions de téléspectateurs [1] (première diffusion)

- Rose Arrick : Hazel Crane
- Ebbe Bassey : Iris Jordan
- Dixie Carter : Denise Brockmorton
- Joseph Cross : Adam Nesbit
- Beth Ehlers (en) : Nancy Kester
- Larry Fleischman : Steve Krauss
- Donnetta Lavinia Grays : Officier Ramirez
- Marceline Hugot (en) : Leslie Price
- Maura M. Knowles : Heather Thompson
- Julie Fain Lawrence : Elise
- Laura Lehman: Polly Kester
- Jennifer Piech : Poppy Conton
- Jesse Schwartz : Jacob Nesbit
- Kevin Thoms : Daniel Nesbit
- Diane Venora : Marilyn Nesbit
- Bill Winkler : Sam

Jacob Nesbit, un jeune garçon âgé entre 8 et 9 ans, est surpris par un habitant du quartier en train de fouiller les poubelles pour trouver de quoi se nourrir. Elliot Stabler et Olivia Benson, chargés de l'enquête, découvrent que l'enfant vit avec sa mère, Marilyn et son second frère aîné, Adam, et que les deux garçons ont droit à des règles strictes sur tout ce qui concerne la nourriture. Hélas, ils apprennent également que leur père est mort, à la suite d'un cambriolage dans une épicerie. Lorsqu'ils se rendent chez Marilyn, ils sont surpris de voir que cette dernière leur fait également école, des activités sportives à domicile et les nourrit sainement. Steve Krauss, un assistant publique, annonce que Jacob va rentrer chez lui. Mais malheureusement, plus tard dans la nuit, le jeune garçon est abattu d'une balle dans la tête. Elliot découvre son cadavre après avoir reçu son appel et s'aperçoit que Marilyn et son second fils se sont enfuis. Les deux inspecteurs les appréhendent chez Nancy et Polly Kester. Adam révèle que c'est lui qui a tué son petit frère et reconnait sa culpabilité au procès.

### Épisode 17:Belles et méchantes
- États-Unis : 24 février 2004 sur NBC
- France : 8 janvier 2005 sur TF1

- États-Unis : 14,42 millions de téléspectateurs [1] (première diffusion)

- John Ahlin : Pat Linsky
- Larry Cahn : Monsieur Summerbee
- Linda Emond : Docteur Emily Sopher
- Shayna Ferm : Tem Welsh
- Elizabeth Fye : Shanna Goletz
- Kelli Garner : Brittany O'Malley
- Brad Holbrook : Greg Sullivan
- Lindsay Hollister : Agnes Linsky
- Robert Iler : Troy Linsky
- Cindy Katz : Madame Kent
- Arielle Kebbel : Andrea Kent
- Zachary Knighton : Lukas Ian Croft
- Jason Kravits : principal Andrew Kilgore
- Anthony Mangano : officier Kubiak
- Justin McCarthy : A.D. Doyle
- Kimberly McConnell : Paige Summerbee
- Nancy Meyer : Madame Summerbee
- Elvis Nolasco : Andre
- Brent Popolizio : le vendeur de comic-book
- Kimberly Ross : Sarah O'Malley
- Gwen Stewart : Cheryl

### Épisode 18:Le Diable au corps
- États-Unis : 2 mars 2004 sur NBC
- France : 22 janvier 2005 sur TF1

- États-Unis : 12,50 millions de téléspectateurs [1] (première diffusion)

- Elizabeth Flax : nurse Carey Hutchins
- Julie Hagerty : Mariel Plummer
- Marcia Jean Kurtz : Dr. Coetzee
- Sue-Anne Morrow : Dr. Angela Thung
- Jazz Raycole : Megan
- Joselin Reyes : ambulancier Martinez
- Stephen Schnetzer : Docteur Engels
- Keith Randolph Smith : Père Lucas Hendry
- Steven G. Smith II : Jamie Semple
- Cress Williams : Sam Dufoy
- Malinda Williams : Lori-Ann Dufoy
- Lillias White : Xavier
- Nichole White : Tamara Semple

### Épisode 19:Le Contrat du silence
- États-Unis : 30 mars 2004 sur NBC
- France : 8 janvier 2005 sur TF1

- États-Unis : 15,55 millions de téléspectateurs [1] (première diffusion)

- James Colby : Jeremy Ostilow
- Nick Cubbler : Mitchell Edison
- Tim Ewing : Jonas Haase
- Kit Flanagan : la directrice
- Stephen Gregory : Dr. Kyle Beresford
- Suzanna Guzman : Gladis
- Bill Hoag : détective Denver
- Will Keenan : Billy Tripley
- Shane Haboucha : Jeremy "J.J." Ostilow, Jr.
- Madeleine Martin : April Hodges
- Ryan Simpkins : Lisette Ostilow
- Jennifer Van Dyck : Ann Ostilow
- Cindy Williams : Nora Hodges

### Épisode 20:Au-dessus de tout soupçon
- États-Unis : 6 avril 2004 sur NBC
- France : 5 février 2005 sur TF1

- États-Unis : 12,60 millions de téléspectateurs [1] (première diffusion)

- Michael Beach : substitut du procureur Andy Abbott
- Ian Bedford : officier Bamford
- William H. Burns : officier Robbins
- Bethany Butler : Mary Ellen Abbott
- David Aron Damane : DuShawn McGovern
- Romi Dias : inspecteur Tina Gardner
- Benton Greene : Terrence Baker
- Robert Jason Jackson : Jerome Adams
- Curt Kariballis : avocat de la défense Charlie Homer
- Amari Rose Leigh : Ally Abbott
- Richard G. Lyntton : Jerry
- Antonia Marrero : Janine
- Moet Meira : Belinda
- Carlos Pizarro : Hector Alvarez
- Roger Pretto : avocat Francisco Martinez
- Harmonica Sunbeam : Keisha Brown
- Dean Strange : Jeff York
- Leyna Weber : Molly

### Épisode 21:Le Crime était trop parfait
- États-Unis : 20 avril 2004 sur NBC
- France : 29 janvier 2005 sur TF1

- États-Unis : 12,82 millions de téléspectateurs [1] (première diffusion)

- Emilio Del Pozo : capitaine Claros de ESU
- Joey Diaz : Elijah Coney
- Doug E. Doug : Rudy Lemcke
- Jason Marr : Dave
- James McDaniel : Javier Vega
- George Morafetis : le jardinier
- JoAnna Rhinehart : Kianna Lemcke
- Zoe Saldana : Gabrielle Vega
- Joe Towne : Kyle Luhrmann
- John C. Vennema : Ian Busch

### Épisode 22:Issue de secours
- États-Unis : 27 avril 2004 sur NBC
- France : 29 janvier 2005 sur TF1

- États-Unis : 12,78 millions de téléspectateurs [1] (première diffusion)

- Peter Appel : Marvin Friedman
- Annie Campbell : Allison Nerrit
- Liza Colón-Zayas : Cyndi
- Toni D'Antonio : Maria
- Richmond Hoxie : Dr. Ben Fletcher
- Adam Kulbersh : détective Ben Suarato
- Robert LuPone : Brooks Harmon
- Marlee Matlin : Dr. Amy Solwey
- Jennifer Smith : Dr. Nemarich
- Heather Tom : l'avocate d'Amy Solwey
- Karen Young : Christina Nerrit

### Épisode 23:Tueur de dames
- États-Unis : 4 mai 2004 sur NBC
- France : 12 février 2005 sur TF1

- États-Unis : 13,04 millions de téléspectateurs [1] (première diffusion)

- Eunice Anderson : Alexis Sutton
- Diane Bradley : Estelle Garson
- Carmen Dell'Orefice : Marion
- Richard Easton : Richard Sulton
- Mark Fairchild : Docteur David Brelsford
- Gibson Frazier : Pat Fisher
- Isabel Glasser : Josette Brooks
- Tara Greenway : Lori Smith
- Michael Howell : John Ridley
- Kevin Jiggetts : officier Green
- Trevor Jones : Ben Pawler
- Jane Krakowski : Emma Spevak
- Lisa LeGuillou : Lisa DiMarco
- Edmond Lyndeck : Marvin Zelmann
- Joseph E. Murray : ambulancier Olson
- Jan Owen : Mrs. Rabinowitz
- Anthony Rapp : Docteur Matt Spevak
- Joselin Reyes : ambulancier Martinez
- James A. Stephens : Harvey Cohen
- Paul Urcioli : Eddie Wooding

### Épisode 24:Poison
- États-Unis : 11 mai 2004 sur NBC
- France : 5 février 2005 sur TF1

- États-Unis : 12,28 millions de téléspectateurs [1] (première diffusion)

- Sean Cullen(II) : Pete Campbell
- Cynthia Gibb : Karen Campbell
- Michael Goodwin : William Keldon
- Alicia Goranson : Rosalin Silvo
- Rebecca Luker : Wendy Campbell
- Sloane Momsen : Katie Campbell
- Tom Skerritt : juge Oliver Taft
- Matthew Sussman : Lawrence Alcott

### Épisode 25:Voyeur
- États-Unis : 18 mai 2004 sur NBC
- France : 15 janvier 2005 sur TF1

- États-Unis : 18,36 millions de téléspectateurs [1] (première diffusion)

- Ian Bedford : officier Bamford
- Pamela Dunlap : Mrs. Elliot
- Stacy Edwards : Meredith Rice
- Jenny Fellner : Cindy Bellamy
- Stephen Gregory : Dr. Kyle Beresford
- Tyler Hudson : Jason Rice
- Mischa Kischkum : Fred Moynihan
- Matt LoGuercio : Mr. Carson
- Brian Maillard : Gil Tanner
- Chuck Montgomery : Vic Spinella
- Joey Parsons : Lana
- Chris Potter : Monsieur Rice
- Elisabeth S. Rodgers : Vanessa Henderson
- Diana Scarwid : Jackie Madden
- Amy Sedaris : Charlie Donato
- D.L. Shroder : Phil Gordon
- Oliver Solomon : Rudy Norwick
- James Urbaniak : Wade Donato
- Jake Weary : Shane Madden
- Julie White : Docteur Anne Morella